# Campionati del mondo di ciclismo su pista 2021 - Velocità maschile
La gara di velocità maschile ai Campionati del mondo di ciclismo su pista 2021 si è svolta il 23 e il 24 ottobre 2021.
Hanno partecipato 30 atleti appartenenti a 21 federazioni.

## Podio
| Pos.    | Atleta           | Nazionalità |
| ------- | ---------------- | ----------- |
| Oro     | Harrie Lavreysen | Paesi Bassi |
| Argento | Jeffrey Hoogland | Paesi Bassi |
| Bronzo  | Sébastien Vigier | Francia     |

## Risultati

### Qualificazioni
I migliori quattro tempi si qualificano direttamente agli ottavi di finale, gli atleti tra il quinto ed il ventottesimo posto si qualificano per i sedicesimi di finale.
| Posizione | Atleta                       | Nazione               | Tempo  | Gap    | Note |
| --------- | ---------------------------- | --------------------- | ------ | ------ | ---- |
| 1         | Harrie Lavreysen             | Paesi Bassi           | 9.418  |        | Q    |
| 2         | Nicholas Paul                | Trinidad e Tobago     | 9.421  | +0.003 | Q    |
| 3         | Michail Jakovlev             | Fed. Ciclistica Russa | 9.499  | +0.081 | Q    |
| 4         | Sébastien Vigier             | Francia               | 9.583  | +0.165 | Q    |
| 5         | Mateusz Rudyk                | Polonia               | 9.641  | +0.223 | q    |
| 6         | Jeffrey Hoogland             | Paesi Bassi           | 9.666  | +0.248 | q    |
| 7         | Stefan Bötticher             | Germania              | 9.686  | +0.268 | q    |
| 8         | Jair Tjon En Fa              | Suriname              | 9.707  | +0.289 | q    |
| 9         | Rayan Helal                  | Francia               | 9.723  | +0.305 | q    |
| 10        | Daniel Rochna                | Polonia               | 9.788  | +0.370 | q    |
| 11        | Muhammad Shah Firdaus Sahrom | Malaysia              | 9.800  | +0.382 | q    |
| 12        | Nick Wammes                  | Canada                | 9.808  | +0.390 | q    |
| 13        | Anton Höhne                  | Germania              | 9.834  | +0.416 | q    |
| 14        | Kento Yamasaki               | Giappone              | 9.835  | +0.417 | q    |
| 15        | Joseph Truman                | Gran Bretagna         | 9.836  | +0.418 | q    |
| 16        | Sándor Szalontay             | Ungheria              | 9.858  | +0.440 | q    |
| 17        | Hamish Turnbull              | Gran Bretagna         | 9.931  | +0.513 | q    |
| 18        | Pavel Yakushevskiy           | Fed. Ciclistica Russa | 9.957  | +0.539 | q    |
| 19        | Kohei Terasaki               | Giappone              | 9.979  | +0.561 | q    |
| 20        | Kevin Quintero               | Colombia              | 9.982  | +0.564 | q    |
| 21        | Juan Peralta Gascon          | Spagna                | 10.004 | +0.586 | q    |
| 22        | Martin Čechman               | Rep. Ceca             | 10.029 | +0.611 | q    |
| 23        | Jai Angsuthasawit            | Thailandia            | 10.060 | +0.642 | q    |
| 24        | Vasilijus Lendel             | Lituania              | 10.139 | +0.721 | q    |
| 25        | Juan Ochoa                   | Colombia              | 10.201 | +0.783 | q    |
| 26        | Edgar Verdugo                | Messico               | 10.322 | +0.904 | q    |
| 27        | Norbert Szabo                | Romania               | 10.375 | +0.957 | q    |
| 28        | Juan Ruiz Teran              | Messico               | 10.406 | +0.988 | q    |
| 29        | Mitchell Sparrow             | Sudafrica             | 10.485 | +1.067 |      |
| 30        | Mohamed Elyas Yusoff         | Singapore             | 10.697 | +1.279 |      |

### Sedicesimi di finale
I vincitori di ogni batteria si qualificano per gli ottavi di finale.
| Batteria | Posizione | Atleta                       | Nazione               | Gap    | Note |
| -------- | --------- | ---------------------------- | --------------------- | ------ | ---- |
| 1        | 1         | Mateusz Rudyk                | Polonia               |        | Q    |
| 1        | 2         | Juan Ruiz Teran              | Messico               | +0.109 |      |
| 2        | 1         | Jeffrey Hoogland             | Paesi Bassi           |        | Q    |
| 2        | 2         | Norbert Szabo                | Romania               | +0.084 |      |
| 3        | 1         | Stefan Bötticher             | Germania              |        | Q    |
| 3        | 2         | Edgar Verdugo                | Messico               | +0.142 |      |
| 4        | 1         | Jair Tjon En Fa              | Suriname              |        | Q    |
| 4        | 2         | Juan Ochoa                   | Colombia              | +0.202 |      |
| 5        | 1         | Rayan Helal                  | Francia               |        | Q    |
| 5        | 2         | Vasilijus Lendel             | Lituania              | +0.238 |      |
| 6        | 1         | Daniel Rochna                | Polonia               |        | Q    |
| 6        | 2         | Jai Angsuthasawit            | Thailandia            | +0.045 |      |
| 7        | 1         | Muhammad Shah Firdaus Sahrom | Malaysia              |        | Q    |
| 7        | 2         | Martin Čechman               | Rep. Ceca             | +1.160 |      |
| 8        | 1         | Nick Wammes                  | Canada                |        | Q    |
| 8        | 2         | Juan Peralta Gascon          | Spagna                | +0.161 |      |
| 9        | 1         | Anton Höhne                  | Germania              |        | Q    |
| 9        | 2         | Kevin Quintero               | Colombia              | +0.060 |      |
| 10       | 1         | Kento Yamasaki               | Giappone              |        | Q    |
| 10       | 2         | Kohei Terasaki               | Giappone              | +0.047 |      |
| 11       | 1         | Joseph Truman                | Gran Bretagna         |        | Q    |
| 11       | 2         | Pavel Yakushevskiy           | Fed. Ciclistica Russa | +0.057 |      |
| 12       | 1         | Hamish Turnbull              | Gran Bretagna         |        | Q    |
| 12       | 2         | Sándor Szalontay             | Ungheria              | +0.072 |      |

### Ottavi di finale
I vincitori di ogni batteria si qualificano per i quarti di finale.
| Batteria | Posizione | Atleta                       | Nazione               | Gap    | Note |
| -------- | --------- | ---------------------------- | --------------------- | ------ | ---- |
| 1        | 1         | Harrie Lavreysen             | Paesi Bassi           |        | Q    |
| 1        | 2         | Hamish Turnbull              | Gran Bretagna         | +0.951 |      |
| 2        | 1         | Nicholas Paul                | Trinidad e Tobago     |        | Q    |
| 2        | 2         | Joseph Truman                | Gran Bretagna         | +0.595 |      |
| 3        | 1         | Michail Jakovlev             | Fed. Ciclistica Russa |        | Q    |
| 3        | 2         | Kento Yamasaki               | Giappone              | +0.021 |      |
| 4        | 1         | Sébastien Vigier             | Francia               |        | Q    |
| 4        | 2         | Anton Höhne                  | Germania              | +0.222 |      |
| 5        | 1         | Mateusz Rudyk                | Polonia               |        | Q    |
| 5        | 2         | Nick Wammes                  | Canada                | +0.059 |      |
| 6        | 1         | Jeffrey Hoogland             | Paesi Bassi           |        | Q    |
| 6        | 2         | Muhammad Shah Firdaus Sahrom | Malaysia              | +0.105 |      |
| 7        | 1         | Stefan Bötticher             | Germania              |        | Q    |
| 7        | 2         | Daniel Rochna                | Polonia               | +0.921 |      |
| 8        | 1         | Rayan Helal                  | Francia               |        | Q    |
| 8        | 2         | Jair Tjon En Fa              | Suriname              | +0.114 |      |

### Quarti di finale
I vincitori di ogni batteria si qualificano per le semifinali.
| Batteria | Posizione | Atleta           | Nazione               | Gara 1 | Gara 2 | Gara 3 | Note |
| -------- | --------- | ---------------- | --------------------- | ------ | ------ | ------ | ---- |
| 1        | 1         | Harrie Lavreysen | Paesi Bassi           |        |        |        | Q    |
| 1        | 2         | Rayan Helal      | Francia               | +0.112 | +1.482 |        |      |
| 2        | 1         | Stefan Bötticher | Germania              | +0.772 |        |        | Q    |
| 2        | 2         | Nicholas Paul    | Trinidad e Tobago     |        | +0.009 | +0.037 |      |
| 3        | 1         | Jeffrey Hoogland | Paesi Bassi           | +0.001 |        |        | Q    |
| 3        | 2         | Michail Jakovlev | Fed. Ciclistica Russa |        | +0.155 | +0.346 |      |
| 4        | 1         | Sébastien Vigier | Francia               |        |        |        | Q    |
| 4        | 2         | Mateusz Rudyk    | Polonia               | +0.101 | +0.852 |        |      |

### Semifinali
I vincitori di ogni batteria si qualificano alla finale per l'oro, gli altri si qualificano alla finale per il bronzo.
| Batteria | Posizione | Atleta           | Nazione     | Gara 1 | Gara 2 | Gara 3 | Note |
| -------- | --------- | ---------------- | ----------- | ------ | ------ | ------ | ---- |
| 1        | 1         | Harrie Lavreysen | Paesi Bassi |        |        |        | Q    |
| 1        | 2         | Sébastien Vigier | Francia     | +0.087 | +0.248 |        |      |
| 2        | 1         | Jeffrey Hoogland | Paesi Bassi | +2.493 |        |        | Q    |
| 2        | 2         | Stefan Bötticher | Germania    |        | +0.096 | +0.085 |      |

### Finali
| Posizione            | Atleta           | Nazione     | Gara 1 | Gara 2 | Gara 3 |
| -------------------- | ---------------- | ----------- | ------ | ------ | ------ |
| Finale per l'oro     |                  |             |        |        |        |
| 1                    | Harrie Lavreysen | Paesi Bassi |        |        |        |
| 2                    | Jeffrey Hoogland | Paesi Bassi | +0.152 | +0.178 |        |
| Finale per il bronzo |                  |             |        |        |        |
| 3                    | Sébastien Vigier | Francia     |        | +0.035 |        |
| 4                    | Stefan Bötticher | Germania    | REL    |        | +0.044 |